# アメリカ合衆国議会
アメリカ合衆国議会（アメリカがっしゅうこくぎかい、英: United States Congress）は、アメリカ合衆国連邦政府の立法府。元老院（上院）及び代議院（下院）からなる二院制議会である。議事堂は首都ワシントンD.C.に所在する。
連邦議会（Congress）とも呼ばれ、アメリカ合衆国憲法第1条により定義される。なお、解散はない。

## 構成
- アメリカ合衆国上院（元老院、United States Senate）
- アメリカ合衆国下院（代議院、United States House of Representatives）

上院の定数は100議席であり、米国各州から2人の上院議員が6年の任期で一般投票によって選ばれる。2年ごとに3分の1の議員が改選される。議席配分が州の人口や面積などに関係なく各州一律2名となっているのは、建国当初に人口の多い州と少ない州で対立する利害を調整するためにコネチカット州の提案により生み出された策であり、「コネチカット妥協」または「大妥協」(Great Compromise) と呼ばれている。
下院の定数は435議席で、議員は一般投票によって直接選出され、2年ごとに全議員が改選される。議席は各州の人口比に応じて配分され、各州において選挙区割りが行われ、単純小選挙区制度により各議員が選出される。

## 歴史
- 最初は1774年に、13 の植民地州の代表が集まって開いた第一回「大陸会議」を起源としている。

- アメリカ合衆国憲法原案文では一院制であった。
- ジェームズ・マディソンによって両院制が唱えられ、現在の上院、下院の体制が組み込まれた。
- 2021年にはアメリカ合衆国議会議事堂襲撃事件が発生。

## 権限
アメリカ合衆国憲法第1条第8節によれば、次の権限が与えられている。
1. 合衆国の債務の弁済、共同の防衛および一般の福祉のために、租税、関税、輸入税、消費税を賦課徴収すること。
2. 合衆国の信用において金銭を借り入れること。
3. 外国との通商ならびに各州間およびインディアン部族との間の通商を規制すること。
4. 統一的な帰化の規則、および合衆国全土に適用される統一的な破産に関する法律を制定すること。
5. 貨幣を鋳造し、その価値および外国貨幣の価値を定め、また度量衡の標準を定めること。
6. 合衆国の証券および通貨の偽造に関する罰則を定めること。
7. 郵便局および郵便道路を建設すること。
8. 著作者および発明者に、一定期間それぞれの著作および発明に対し独占的権利を保障することによって、学術および技芸の進歩を促進すること。
9. 最高裁判所の下に、下級裁判所を組織すること。
10. 公海における海賊行為および他の重罪ならびに国際法に反する犯罪を定義し、処罰すること。
11. 戦争を宣言し、敵国船拿捕免許状を付与し、陸上および海上における捕獲に関する規則を設けること。
12. 陸軍を募集し、維持すること。ただし、この目的で使われる歳出予算は、二年を超える期間にわたってはならない。
13. 海軍を創設し、維持すること。
14. 陸海軍の統轄および規律に関する規則を定めること。
15. 連邦の法律を施行し、反乱を鎮圧し、また侵略を撃退するための民兵の招集に関する規定を設けること。
16. 民兵の編制、武装および規律に関し、また合衆国の軍務に服する民兵の統轄に関して規定を設けること。ただし、各州は、将校を任命し、また連邦議会の規定に従って、民兵を訓練する権限を留保する。
17. ある州が譲渡し、連邦議会が受諾することにより、合衆国政府の所在地となる地区（ただし十マイル平方を超えてはならない）に対して、いかなる事項に関しても、独占的な立法権を行使すること。要塞、武器庫、造兵廠、造船所およびその他必要な建造物の建設のために、それが所在する州の議会の同意を得て購入した区域すべてに対し、同様の権限を行使すること。
18. 上記の権限、およびこの憲法によって合衆国政府またはその省庁あるいは公務員に対し与えられた他のすべての権限を行使するために、必要かつ適当なすべての法律を制定すること。

## 運営

### 議会期
合衆国議会は、下院議員の任期に合わせて、奇数年の1月3日正午から次の奇数年の1月3日正午までの2年間を、1つの議会期（Congress）としている。それぞれの議会期には、1789年に開会した第1回議会からの通算で番号が付けられている。2年間の議会期は、1年単位の2つの会期（Session）によって分けられており、奇数年が第1会期（First Session）、偶数年が第2会期（Second Session）となる。

### 議員総会
各党にはコーカス（Caucus）と呼ばれる上下両院ごとの議員総会があり、院内の党役員や各委員長の選出手続の際に開催される。このほか超党派の議員連盟にもコーカス（Caucus）を称するものがある。なお二大政党の地方組織が地域別に開催する党員集会もコーカス（Caucus）と呼ぶがこれらは性格が異なる。

### 院内総務・院内幹事
会派には院内総務・院内幹事らの指導部は存在するが、指導部が議案への賛否を決定すれば会派所属議員が唯々諾々と従うものではないため、法案審議の過程では常に多数派工作のための取引が行われる。議員は通常地元の予備選挙で党指名を勝ち取った候補であり、党の執行部から公認が下されたわけではないので元々立場が強い。さらに選挙では地元メディアなどが現職議員の在任中の投票行動をチェックして評論するため、議員としてはそれを意識して個々の投票行動を決定する。議員から地元選挙区で不人気な議案への賛成を得るために、その代償となる条項が議案に書き加えられることも多々ある。そうした修正を経るため、両院の議決内容が異なることも多く、そのすりあわせのために両院協議会が活用される。

## 特徴
予算決議案を含むすべての法案が成立するためには上下両院での承認が必要であり、イギリスや日本の下院に付与されているような特定議院の優越はない。 
他国の議会と比しての合衆国議会の特徴としては、議会の行政府からの独立性、および党からの個々の議員の独立性が比較的高いことが挙げられる。毎年1万件程度の議案が提出される。議題は、法案と決議に分かれる。
両院が共同で運営する議会図書館から各委員会まで、多数の専門スタッフが雇われており、その数は1995年時点では33,000人（正規職員14,000人）。これは議員1人当たり平均30人程の議員個人に付く議員スタッフと、委員長もしくは野党筆頭委員に付く2,900人（下院2,000人・上院900人）の委員会スタッフ、さらに補助スタッフとしておよび3,000人を超える議会図書館スタッフなどが存在する。それらのスタッフの調査に基づいて行政府から独立して政策立案を行うことを志向している。実際には大統領からの依頼によって立法を行うことも多々あるが、その際もできるだけ議会内のスタッフによる査定を経た案をたたき台とする。また、英米法では法律同士に齟齬があっても司法の裁量でそれを解消する運用がなされるため、大陸法の諸国ほど法案作成のハードルは高くない。もっとも審議されずお蔵入りになる法案も多く、委員長に議事整理権が付与されているために、委員長が取り上げない事も可能で日本の国会と比べて委員長の権限が強い。多くの法案は委員長に取り上げてもらえるよう工夫をこらし、文面工夫して通りやすい委員長の所に持ち込む事もある。成立率は1割程度である。
議案を審議する委員会（あるいは小委員会）の公聴会に政府高官を呼ぶこともあるが、基本的に証人喚問の形式であり、通常は一人または数名の証人に対して壇上に居並ぶ委員らが、各委員の持ち時間内に時に演説も交えながら質問を行い、それに対する証言が的を外しているとみなされれば躊躇なく証言を中断させられる。これはイギリス下院で閣僚が与党議員席を背にして野党側と丁々発止の討論をするようなスタイルとは大きく様相を異にする。また日本の国会で多用される参考人制度とは異なり、政府・民間の人間を問わず、証言に虚偽があった場合は偽証の罪に問われる。公聴会の後には委員同士で逐条審査（markup）を行い、条文の箇所ごとに各委員が修正案を出して都度採決を行う。そして最終案の採決を行って本会議に送付する。
下院議長と両院の各委員会委員長は自らの裁量によって議案審議の順序決定や発言者の指名を行うため、強い権力を持つ。対して上院本会議では議事主宰者の裁量の幅は小さく、多数党院内総務が中心となって、できるだけ全議員の合意のもとでの議事運営が指向される。
他の特徴として、予算は個別の法律によって定められるが、それらは必ずしも年度単位でまとめられたものではないことが挙げられる。1974年からは両院一致決議である予算決議により予算の大枠を統一的に定め、その枠内で個々の予算法を策定することとなった。ただし予算決議が成立しなかったり成立が遅れたりすることも珍しくない。